# Geierlay
 (avril 2024).
Le Geierlay est un pont suspendu situé dans le massif montagneux du Hunsrück, dans l'ouest de l'Allemagne. Il est inauguré en 2015 et a une portée de 360 mètres et s'élève jusqu'à 100 mètres au-dessus du sol. Les villages de Mörsdorf et de Sosberg se trouvent de part et d'autre du pont. Un ruisseau nommé Mörsdorfer Bach coule dans la vallée en dessous du pont. La ville la plus proche est Kastellaun, à 8 km à l'est. La capitale du Land, Mayence, se trouve à 66 km à l'est.
Le pont a un poids de 57 tonnes et peut supporter 50 tonnes. Il s'agit d'un pont réservé aux piétons. Jusqu'en 2020, la traversée était gratuite pour les touristes. En raison de la pandémie de Covid-19, une taxe de 5 euros par personne a été introduite pour traverser le pont. Cette taxe a depuis été supprimée. 20 % des visiteurs du pont ne le traversent pas. Le site du pont figure parmi les 100 premières destinations touristiques d'Allemagne.
L'ingénieur suisse Hans Pfaffen a conçu le pont en s'inspirant des ponts suspendus népalais.
Depuis 2017, le Geierlay est le deuxième plus long pont suspendu d'Allemagne.